# Leales (departement)
Leales is een departement in de Argentijnse provincie Tucumán. Het departement (Spaans:  departamento) heeft een oppervlakte van 2.027 km² en telt 51.090 inwoners.

## Plaatsen in departement Leales
- Agua Dulce y La Soledad
- Bella Vista
- El Mojón
- Esquina y Mancopa
- Estación Araoz y Tacanas
- Las Talas
- Los Gómez
- Los Puestos
- Manuel García Fernández
- Quilmes y Los Sueldos
- Río Colorado
- Santa Rosa de Leales
- Villa de Leales